# Bistum Margarita
Das Bistum Margarita (lat.: Dioecesis Margaritensis) ist eine in Venezuela gelegene römisch-katholische Diözese mit Sitz in La Asunción auf der Isla Margarita. Es umfasst den Bundesstaat Nueva Esparta.

## Geschichte
Papst Paul VI. gründete das Bistum mit der Apostolischen Konstitution Verba Christi am 18. Juli 1969 aus Gebietsabtretungen des Bistums Cumaná und wurde dem Erzbistum Ciudad Bolívar als Suffragandiözese unterstellt.
Mit der Erhebung des Bistums Cumaná zum Metropolitanerzbistum am 16. Mai 1992 wurde es Teil der neuen Kirchenprovinz.

## Bischöfe von Margarita
- Francisco de Guruceaga Iturriza (18. Juni 1969–2. Oktober 1973, dann Bischof von La Guaira)
- Tulio Manuel Chirivella Varela (5. April 1974–18. Oktober 1982, dann Erzbischof von Barquisimeto)
- César Ramón Ortega Herrera (25. August 1983–15. Juli 1998, dann Bischof von Barcelona)
- Rafael Ramón Conde Alfonzo (18. März 1999–12. Februar 2008, dann Bischof von Maracay)
- Jorge Anibal Quintero Chacón (19. Dezember 2008–11. Juli 2014, dann Bischof von Barcelona)
- Fernando José Castro Aguayo (seit 4. August 2015)

## Weblinks

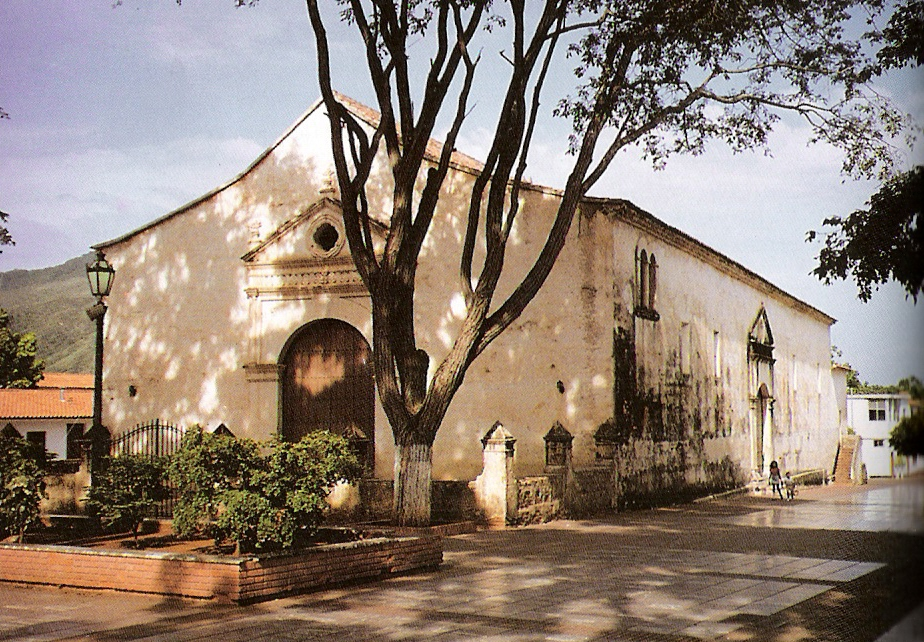
Kathedrale Nuestra Señora de La Asunción